# Вацлав Черний
Вацлав Черний (чеськ. Václav Černý; нар. 17 жовтня 1997, Пржибрам) — чеський футболіст, півзахисник німецького клубу «Вольфсбург» і збірної Чехії. Колись належав до найбільших талантів чеського футболу.
На правах оренди грає в шотландському «Рейнджерс».

## Клубна кар'єра

### «Пршибрам»
Вацлав грав у юнацькій команді чеського «Пршибрама». Його батько, також Вацлав Черний, був головним тренером юніорів «Пршибрама». Черний був на курсах в «Ювентусі», «Гамбурзі», «Челсі» і «Аяксі», де на нього було звернено увагу тренерів.

### «Аякс»
У січні 2013 року 15-річний футболіст підписав юнацький контракт з «Аяксом», ставши третім чехом, який грав за амстердамський топ-клуб. Вацлав став одним з лідерів молодіжки «Аякса» і в січні 2015 року підписав професійний контракт з нідерландським клубом до 2018 року.
У 17 років Черний дебютував у дорослому футболі за дубль «Аякса» у другій лізі Нідерландів. Влітку футболіст відправився на збори з основною командою і провів кілька контрольних матчів.
15 серпня 2015 року Черний дебютував за основну команду «Аякса» у матчі 2-го туру Ередивізі проти клубу «Віллем II» (3:0). Чеський футболіст за рахунку 2:0 замінив Рішедлі Базура і почав гольову атаку, що призвела до третього голу «Аякса». 20 серпня Черни дебютував у Лізі Європи у матчі проти «Яблонця».

## Кар'єра в збірній
З 2013 року Вацлав Черний виступав за юнацькі збірні Чехії різних віків.
В серпні 2015 року був викликаний в збірну до 21 року на матчі відбіркового турніру чемпіонату Європи 2017 року.

## Титули і досягнення
- Чемпіон Нідерландів (1):

«Аякс»: 2018-19
- Володар Кубка Нідерландів (1):

«Аякс»: 2018-19